# 伊藤公志
伊藤 公志（いとう さとし、1973年11月20日 - ）は、日本の脚本家。宮城県石巻市出身。

## 来歴
テレビ番組のディレクター、構成として多くの番組に携わる他、2014年からテレビアニメ『ドラえもん』（第2作2期）の脚本を執筆。
2017年、円谷プロダクション主催の「クリエイティブアワード 金城哲夫賞」で応募作『呼んだのはそっちだぞ』が大賞を受賞。映人社『ドラマ』同年4月号にインタビューと受賞作品（全13回）の第1回分シナリオが掲載された。

## 作品

### テレビ番組
- 『めざましテレビ』（2001年 - ）
- 『himico.tv』（2001年）
- 『カメラが見た決定的瞬間』（2002年）
- 『我が家の仰天ニュース』（2002年）
- 『奇跡の生還者たち』(2003年)
- 『みのもんたコロシアム』（2003年）
- 『これが日本のベスト100』（2004年）
- 『はなまるマーケット』（2004年）
- 『ベストヒットUSA』（2004年）
- 『創造市場』（2005年）
- 『久石譲の世界～心を奏でる』（2005年）
- 『ベストヒットライブ』（2006年）
- 『U・LA・LA』（2007年）
- 『勝利の女神〜3rdSTAGE〜』（2007年）
- 『パジャマハウス』（2008年）
- 『超音2〜スーパーミュージック〜（2008年）
- 『アニメ星人』(2009年)
- 『勝利の女神4』（2009年）
- 『勝利の女神5』（2010年）
- 『ＢＢＣ地球伝説』（2011年）
- 『スッキリ』（2011年）
- 『ミステリーハウス』（2012年）
- 『マジックチャンネル』（2012年）
- 『テストの花道』（2013年）
- 『わぐばん!』（2015年、構成・ディレクター）
- 『オカモトラベル』  (2018年、構成）
- 『Run Girls, Run!のらんがばん!』[5] (2019年、構成・ディレクター）

### 配信番組
- 『下下紘輝』[6]（2022年、構成）

### アニメ
- 『ドラえもん』（2014年 - 、脚本）
- 『かいじゅうステップ ワンダバダ』（2020年、脚本（第2シリーズより参加））
- 『ドラえもん誕生』（藤子・F・不二雄ミュージアム Fシアター、2020年、脚本）
- 『ドラえもん＆Fキャラオールスターズ すこし不思議超特急〈エクスプレス〉』（藤子・F・不二雄ミュージアム Fシアター、2021年、脚本）
- 『ドラえもん＆Fキャラオールスターズ ゆめの町、Fランド』（藤子・F・不二雄ミュージアム Fシアター、2024年、脚本）
- 『ジャイアンリサイタル  ワールドツアー』（100%ドラえもん&フレンズ展、2024年、脚本）

### 劇場アニメ
- 『映画ドラえもん のび太の絵世界物語』(2025年、脚本)

### 特撮
- ウルトラマンR/B（2018年、脚本・シリーズ構成）
- ウルトラマン ニュージェネレーションクロニクル（2019年、構成）
- ウルトラマン クロニクル ZERO&GEED（2020年、構成）

### イメージDVD
- 安田美沙子イメージDVD「はんなり」
- 太田在イメージDVD「アリアリウム」
- 山内明日イメージDVD「風光明日」

### 小説
- 『小説 映画ドラえもん のび太の絵世界物語』（2025年、小学館ジュニア文庫、ISBN 978-4-09-231504-4）

### 出演
- 『かかずゆみの超輝け!大和魂!!』（2025年、第1111回ゲスト出演）